# 福庫里鄉
47°21′N 27°13′E / 47.350°N 27.217°E
福庫里鄉（羅馬尼亞語：Focuri, Iași），是羅馬尼亞的鄉份，位於該國東北部，由雅西縣負責管轄，面積60平方公里，海拔高度89米，2007年人口3,914，人口密度每平方公里65人。